# Diego Vaschetto
Diego Vaschetto (Torino, 8 gennaio 1965) è un geologo e scrittore italiano, specializzato in scienze e cultura alpina.

## Biografia
Ha frequentato il liceo scientifico "Einstein" di Torino e nel 1993 si è laureato in scienze geologiche presso l'Università di Torino, specializzandosi nel 1994 in "Scienze e cultura alpina" e in "Tutela del suolo e protezione dell'ambiente" e nel 1996 in "Glaciologia e nivologia".
Ha lavorato dal 1997 al 1998 come geologo su piattaforma petrolifera in Libia, Mar Libico e Namibia e dal 1999 al 2009 ha insegnato negli istituti professionali agrari
di Verzuolo e di Fossano (provincia di Cuneo) e di Carmagnola (provincia di Torino). Dal 2000 ha svolto corsi presso il Consorzio Formont per la formazione professionale delle attività di montagna (Regione Piemonte).
Ha collaborato come fotografo con alcune riviste ed è consulente scientifico nella stesura di guide turistico-escursionistiche. Ha pubblicato libri fotografici ed escursionistici con "Edizioni del Capricorno".

## Pubblicazioni
- 2008: Strade e sentieri del Vallo Alpino. Mete storiche delle Alpi Occidentali
- 2009: A piedi sul Vallo Alpino. Itinerari storico-escursionistici dalle Alpi Marittime al Lago Maggiore
- 2010: 
  - A piedi sul mare. Itinerari escursionistici dalla Liguria di Levante alla Costa Azzurra
  - Cime fortificate. Itinerari escursionistici dalle Alpi Marittime alle Dolomiti
- 2011:
  - Alpini, storia e mito. Sui sentieri delle Penne Nere
  - Sentieri sul mare. Itinerari escursionistisci dalla Liguria di Levante alla Costa Azzurra
- 2012:
  - Sentieri della Resistenza. Itinerari escursionistici sui percorsi partigiani del Nordovest
  - Sentieri e meraviglie. A piedi fra laghi, ghiacciai, funivie, dighe e fortezze delle Alpi occidentali
  - A piedi su isole e scogliere. Le più belle passeggiate tra l'Elba, la Liguria e la Costa Azzurra